# Klaus Schlaich
Klaus Schlaich (né le 1er mai 1937 à Stetten/Remstal et mort le 23 octobre 2005 à Sankt Augustin) est un juriste allemand.

## Biographie
Schlaich est le fils du pasteur évangélique Ludwig Schlaich (de), qui dirigeait les institutions de diaconie à Stetten, et le frère cadet de Jörg Schlaich. Il étudie au lycée humaniste (de) de Stuttgart, a obtenu un diplôme général au collège Leibniz (de) de Tübingen, où il termine ensuite ses études de droit à l'université locale et passe les deux examens d'État juridiques. Le doctorat suit en 1967, et l'habilitation en 1971, chaque fois sous la direction de Martin Heckel (de). Dès 1972, Schlaich obtient une chaire de droit public et de droit canonique à l'Université de Bonn. Il y enseigne jusqu'à sa retraite anticipée en 1997. Il est membre de l'Association d'histoire constitutionnelle (de).

## Publications (sélection)
- Gesammelte Aufsätze. Kirche und Staat von der Reformation bis zum Grundgesetz. Mohr, Tübingen 1997.
- Das Bundesverfassungsgericht. Stellung, Verfahren, Entscheidungen. Ein Studienbuch. C. H. Beck, 4. Auflage 1997 (letzte von Schlaich allein verantwortete Auflage, Fortführung des Werkes durch Stefan Korioth (de)).